# Hydrodendron sibogae
Hydrodendron sibogae är en nässeldjursart som först beskrevs av Chantal Billard 1929.  Hydrodendron sibogae ingår i släktet Hydrodendron och familjen Haleciidae. Inga underarter finns listade i Catalogue of Life.